# Вестиртланд (регион)
64° 32′ N 21° 55′ W / 64.533° С; 21.917° З
Вестиртланд (исл. Vesturland - „Западни регион“) је је један од осам региона Исланда. Налази се у западном делу државе. Захвата површину од 9.554 км² и има око 15.300 становника. Главни град је Акранес. 